# Dolmen von Bouéry

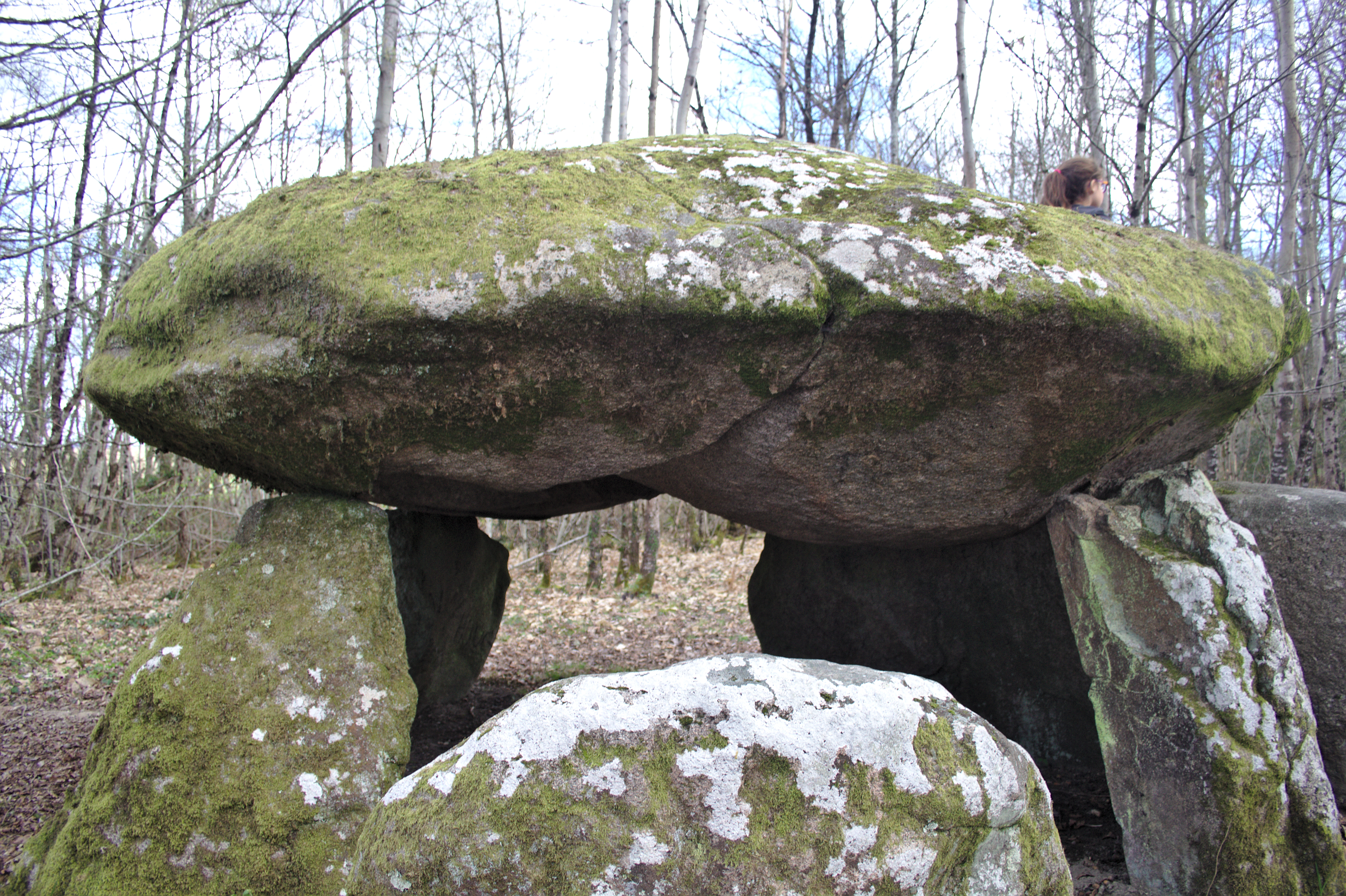
Dolmen von Bouéry

Der Dolmen von Bouéry (auch Pierre levée au bois de Bouéry, Pierre levée de Bouéry oder Pierre aux Martres (Martres sind Feen) genannt) liegt am Ende einer Stichstraße auf einer Lichtung im Osten des Bois de Bouéry (Wald) südwestlich von Mailhac-sur-Benaize im Norden des Département Haute-Vienne in Frankreich. Dolmen ist in Frankreich der Oberbegriff für neolithische Megalithanlagen aller Art (siehe: Französische Nomenklatur).
Der auf ein Gewicht von 30 Tonnen geschätzte, eckengerundete Deckstein aus Granit hat etwa 5,0 Meter Durchmesser und liegt in 1,5 m Höhe über fünf teilweise in größerem Abstand stehenden Tragsteinen. Ein weiterer Stein steht etwa 1,0 m entfernt vor der etwa 4,0 × 3,0 m messenden Kammer.
Der Deckstein des Dolmen trägt etwa 40 Schälchen (französisch cupules), von denen sechs durch eine Y-förmige Rille verbunden sind.
Der Dolmen ist seit 1940 als Monument historique klassifiziert.